# 赤坂田駅
赤坂田駅（あかさかたえき）は、岩手県八幡平市赤坂田にある、東日本旅客鉄道（JR東日本）花輪線の駅である。

## 歴史
- 1926年（大正15年）11月10日：国鉄の駅として二戸郡荒沢村に開業[2]。
- 1970年（昭和45年）4月1日：貨物の取り扱いを廃止[2]。
- 1982年（昭和57年）11月15日：荷物の扱いを廃止[3]。無人化[4][5]。
- 1987年（昭和62年）4月1日：国鉄分割民営化により、東日本旅客鉄道の駅となる[2]。
- 2000年（平成12年）：簡素駅舎に改築。
- 2018年（平成30年）6月1日：大更駅の業務委託化に伴い、盛岡駅に管理駅が変更となる。
- 2024年（令和6年）10月1日：えきねっとQチケのサービスを開始[1][6]。

## 駅構造
単式ホーム1面1線を有する地上駅である。かつては相対式ホーム2面2線の列車交換可能駅だった。
盛岡統括センター（盛岡駅）管理の無人駅である。

## 駅周辺
- 赤坂田郵便局
- 安比川
- 国道282号
- 東北自動車道

## 隣の駅
東日本旅客鉄道（JR東日本）
■花輪線
安比高原駅 - 赤坂田駅 - 小屋の畑駅